# 梅翁库尔
梅翁库尔（法語：Méhoncourt，法語發音：[meɔ̃kuʁ]）是法国默尔特-摩泽尔省的一个市镇，属于吕内维尔区。

## 地理
梅翁库尔（48°30'38"N, 6°22'32"E）面积7.87 平方千米，位于法国大東部大區默尔特-摩泽尔省，该省份为法国东北部内陆省份，是洛林的一部分，北邻比利时、卢森堡，北起顺时针与摩泽尔省、下莱茵省、孚日省和默兹省接壤。
与梅翁库尔接壤的市镇（或旧市镇、城区）包括：巴尔邦维尔、布兰维尔叙洛、布雷蒙库尔、沙尔穆瓦、栋塔伊昂莱尔、安沃、拉马特、罗曼。

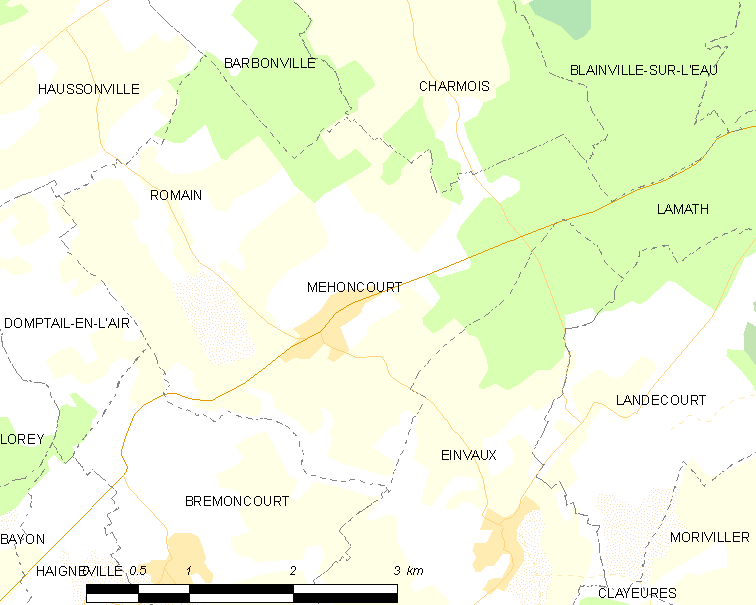
梅翁库尔的OSM定位图

梅翁库尔的时区为UTC+01:00、UTC+02:00（夏令时）。

## 行政
梅翁库尔的邮政编码为54360，INSEE市镇编码为54359。

## 政治
梅翁库尔所属的省级选区为吕内维尔第二县。

## 人口

1962-2008年间梅翁库尔人口变化图示

梅翁库尔于2022年1月1日时的人口数量为243人。